# Only Fools and Horses
Only Fools and Horses est une série télévisée humoristique britannique en 65 épisodes de 30 à 95 minutes créée par John Sullivan et diffusée du 9 septembre 1981 au 25 décembre 2003 sur BBC.
Cette série est inédite dans les pays francophones.

## Synopsis
Deux frères, Derek « Delboy » et Rodney Trotter, vivent avec leur grand père dans un logement social à Peckham et gèrent une société illégale, Trotters Indépendant Traders. Ils vivent de la débrouillardise et rêvent de devenir millionnaires. Même la reine Elizabeth d’Angleterre a avoué la regarder et l'apprécier grandement.

## Distribution
- David Jason : Del Boy
- Nicholas Lyndhurst : Rodney
- Lennard Pearce (en) : Grandad (1981-1984)

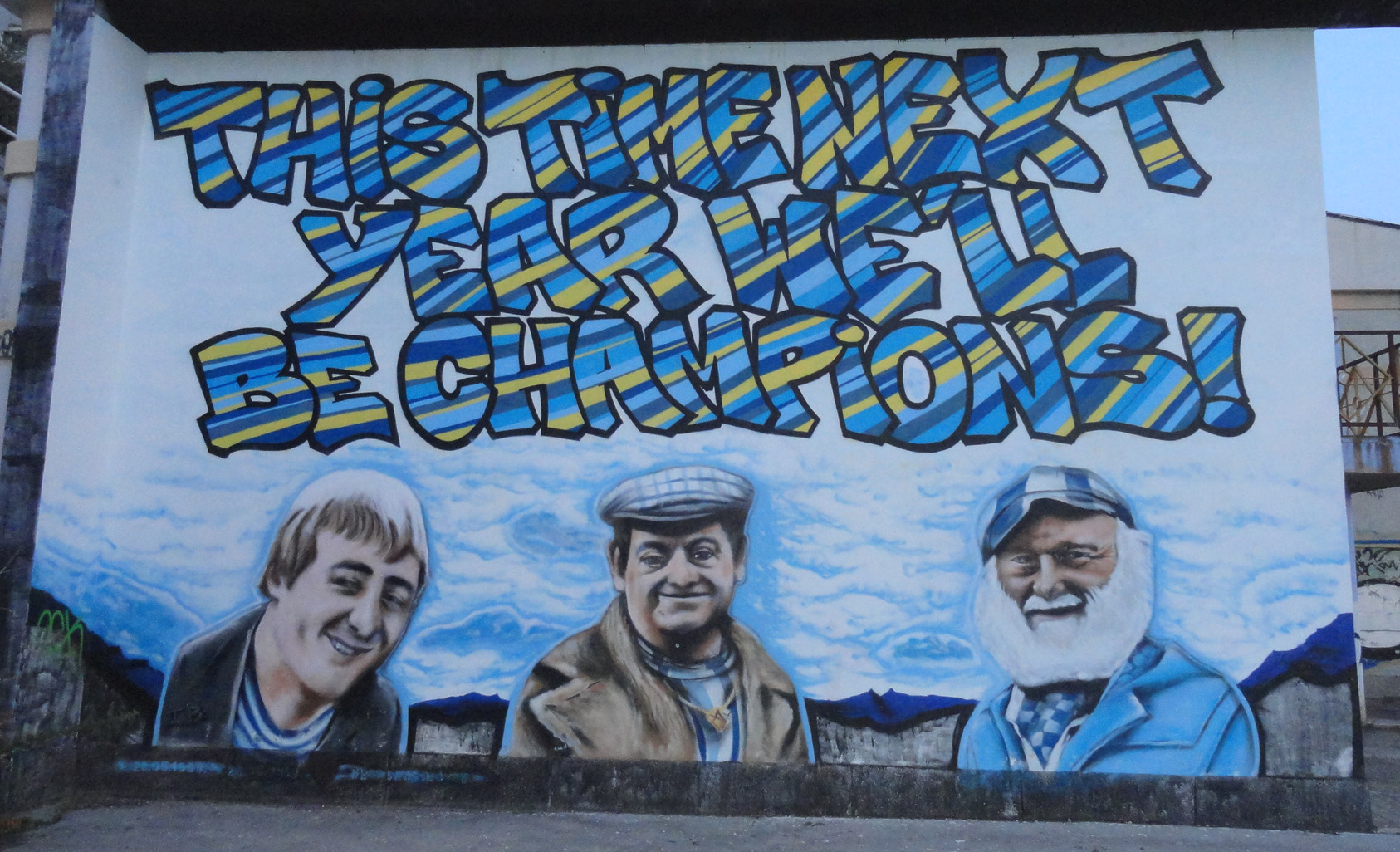
Les protagonistes - Graffiti à Rijeka (Croatie)

- Buster Merryfield (en) : Uncle Albert (1985-1997)
- Roger Lloyd-Pack : Trigger
- John Challis : Boycie
- Tessa Peake-Jones : Raquel (1988-2003)
- Gwyneth Strong (en) : Cassandra (1989-2003)
- Sue Holderness (en) : Marlene (1985-2003)
- Paul Barber : Denzil (1983-2003)
- Patrick Murray (en) : Mickey Pearce (1983-2003)
- Kenneth MacDonald (en) : Mike (1983-1996)
- Roy Heather (en) : Sid (1982-2003)

## Épisodes

### Première saison (1981)
1. Big Brother
2. Go West Young Man
3. Cash and Curry
4. The Second Time Around
5. A Slow Bus to Chingford
6. The Russians Are Coming
7. Christmas Crackers

### Deuxième saison (1982)
1. The Long Legs of the Law
2. Ashes to Ashes
3. A Losing Streak
4. No Greater Love…
5. The Yellow Peril
6. It Never Rains…
7. A Touch of Glass
8. Christmas Trees
9. Diamonds Are for Heather

### Troisième saison (1983)
1. Homesick
2. Healthy Competition
3. Friday the 14th
4. Yesterday Never Comes
5. May the Force Be with You
6. Wanted
7. Who's a Pretty Boy?
8. Thicker Than Water (Noël 1983)

### Quatrième saison (1985)
1. Happy Returns
2. Strained Relations
3. Hole in One
4. It's Only Rock and Roll
5. Sleeping Dogs Lie
6. Watching the Girls Go By
7. As One Door Closes
8. To Hull and Back (Noël 1985)

### Cinquième saison (1986-1988)
1. From Prussia with Love
2. The Miracle of Peckham
3. The Longest Night
4. Tea for Three
5. Video Nasty
6. Who Wants to Be a Millionaire?
7. A Royal Flush (Noël 1986)
8. The Frog's Legacy (Noël 1987)
9. Dates (Noël 1988)

### Sixième saison (1989)
1. Yuppy Love
2. Danger UXD
3. Chain Gang
4. The Unlucky Winner Is…
5. Sickness & Wealth
6. Little Problems
7. The Jolly Boys' Outing (Noël 1989)

### Septième saison (1990-1993)
1. Rodney Come Home (Noël 1990)
2. The Sky's the Limit
3. The Chance of a Lunchtime
4. Stage Fright
5. The Class of '62
6. He Ain't Heavy, He's My Uncle
7. Three Men, a Woman, and a Baby
8. Miami Twice: 'The American Dream'
9. Miami Twice: 'Oh to Be in England' (Noël 1991)
10. Mother Nature's Son (Noël 1992)
11. Fatal Extraction (Noël 1993)

### Huitième saison (1996)
1. Heroes and Villains (Noël 1996)
2. Modern Men
3. Time on Our Hands

### Neuvième saison (2001-2003)
1. If They Could See Us Now…! (Noël 2001)
2. Strangers on the Shore…! (Noël 2002)
3. Sleepless in Peckham…! (Noël 2003)